# Never Forget (album de KRS-One)
Pour les articles homonymes, voir Never Forget.
Albums de KRS-One
The BDP Album
(2012) Now Hear This
(2015)
Never Forget est un EP de KRS-One, sorti en 2013.

## Liste des titres
| No | Titre                     | Durée |
| -- | ------------------------- | ----- |
| 1. | It Appears                | 2:57  |
| 2. | Nina                      | 3:42  |
| 3. | They Are Taking Your Time | 3:21  |
| 4. | Disaster Kit              | 2:36  |
| 5. | Get Your Mind Right       | 3:04  |
| 6. | The System Gotcha         | 3:08  |
| 7. | Never Forget              | 3:49  |
| 8. | Are You Looking at This   | 3:09  |
| 9. | The Invaders              | 3:46  |